# Eustachio Porcellotti
Eustachio Porcellotti (fl. XIX secolo) è stato un orologiaio italiano del XIX secolo.
Orologiaio fiorentino, è noto per aver costruito, nella seconda metà dell'Ottocento, alcuni modelli che illustrano l'idea galileiana di applicazione del pendolo all'orologio, in base a disegni di Vincenzo Viviani e di Vincenzio Galilei, figlio di Galileo.
I disegni originali risalgono agli anni 1640 e furono ritrovati nel 1855. Sulla base di questi disegni Porcellotti realizzò alcuni modelli, due dei quali, costruiti rispettivamente nel 1860 e nel 1877, sono conservati al Museo Galileo di Firenze.
Porcellotti realizzò anche altri apparecchi. Nel 1861 una sua "macchinetta per levare i denti" era presente all'Esposizione Italiana Agraria Industriale e Artistica tenuta in Firenze nel 1861.
Gli orologi da lui costruiti furono esposti alla Prima Esposizione Nazionale di Storia della Scienza del 1929.